# Charles Cuny
Charles Cuny (Goin, 30 de junio de 1811 - El Fasher, 25 de junio de 1858) fue un médico y explorador francés.

## Biografía

### Primeros años
Fue el hijo mayor del carretero Nicolas Cuny y de su esposa Marie-Charlotte Badé. Estudió en los seminarios de Montigny, Pont-à-Mousson y Metz, siendo un estudiante problemático e indisciplinado. Fue ordenado sacerdote, pero pocas semanas después renunció definitivamente al clero. Regresó a su casa en Goin y decidió dedicarse a la medicina pero su familia no tenía medios para ayudarlo.
En diciembre de 1831, Cuny obtuvo un puesto de estudiante de farmacia en el hospital docente militar de Metz por un período mínimo de siete años. Fue nombrado en octubre de 1932 farmacéutico adjunto y destinado a Toulon y luego, en septiembre de 1833, a Annaba, en Argelia. Allí participó en la lucha contra las fiebres y el cólera.
En la primavera de 1836, Cuny fue destinado a la ciudad argelina de Douera, donde tuvo muchos problemas con sus superiores por su carácter indisciplinado e incluso llegó a retar a su jefe a un duelo. Fue destinado en agosto de ese año al hospital militar de Bougie, donde también tuvo problemas por su conducta escandalosa. En febrero de 1937, una junta de investigación determinó que fuera apartado del ejército.

### Médico en Egipto
Cuny regresó a Goin y decidió inscribirse en la Facultad de Medicina de Estrasburgo para preparar su doctorado pero, en noviembre de 1837, conoció a Edme François Jomard quien lo contrató para servir como cirujano del ejército de Méhémet Ali en Egipto. Cuando llegó a El Cairo, Cuny fue destinado a un regimiento de Infantería y luego a otro de Caballería. Cruzó el istmo de Suez, llegó a Jerusalén y luego a Damasco. Su regimiento fue enviado a Antioquía, en el norte de Siria. En junio de 1839, participó en la batalla de las llanuras de Nézib, que enfrentó al ejército de Méhémet Ali, bajo las órdenes de Solimán bajá el Francés, contra las tropas del sultán otomano Mahmut, y trató a los numerosos heridos que allí se produjeron. Luego se instaló en la ciudad siria de Alepo, donde compró un esclavo y trabajó en el hospital. En 1840, la peste estaba asolando Damasco y Cuny fue enviado allí.
Regresó a Francia, se matriculó nuevamente en la Facultad de Medicina y consiguió el doctorado, volviendo a Egipto a finales de julio de 1841. Solicitó el puesto de médico de los lanceros de la guardia y se casó en noviembre con Émilie Linant de Bellefonds. Durante varios años, hasta 1850, Cuny realizó importantes campañas de vacunación a gran escala contra la viruela en Quena y Asiut, entrenando para ello a los barberos locales. Creó dispensarios y baños públicos y tomó importantes medidas sanitarias como trasladar los cementerios, inspeccionar los mercados y limpiar las calles. Además de sus actividades médicas, Cuny trabajó para preservar los monumentos del antiguo Egipto, salvando en Beni Hassan dos hileras de tumbas de las dinastías XI y XII.
Cuny tuvo que luchar contra una gran epidemia de cólera en El Cairo. Se estableció un cordón sanitario desde El-Qoseir, en el mar Rojo, hasta Asiut, en el Nilo. En marzo de 1850 se levantó el cordón, aunque la epidemia no había sido erradicada por completo. El valí Abbas I de Egipto acusó a Cuny en diciembre de 1850 de haber ordenado el levantamiento del cordón sanitario de forma prematura, lo destituyó de sus funciones y lo expulsó del servicio sanitario. Cuny se defendió escribiendo numerosas cartas al gobierno francés, en las que acusaba abiertamente al virrey de Egipto de practicar una política despótica.

### Actividad exploratoria

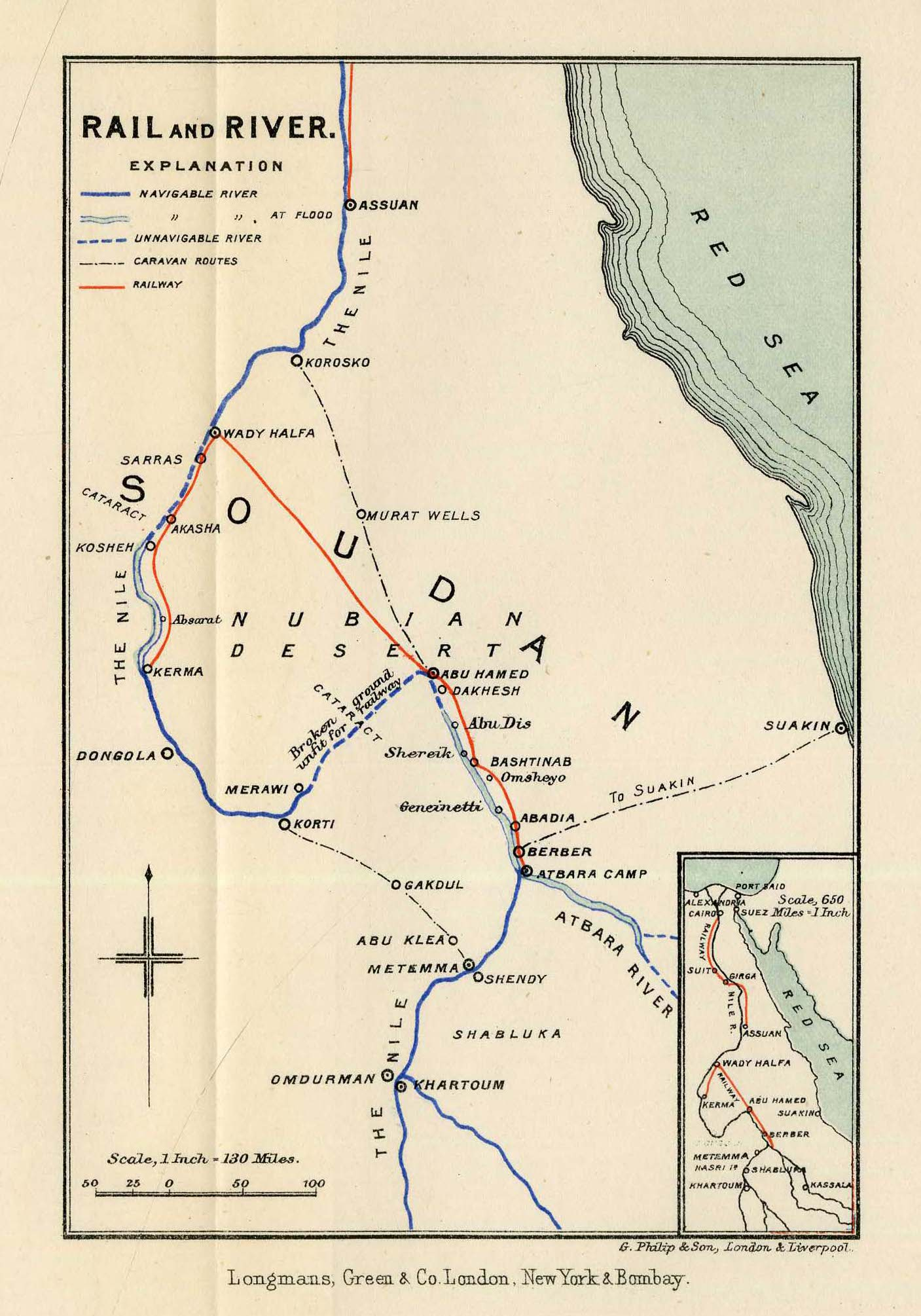
Mapa que muestra la ruta de Cuny

Cuny luego se instaló en El Cairo con su familia. Pensó en hacerse explorador y escribió a Antoine Thomson d'Abbadie con este fin. A principios del verano de 1853, Cuny se embarcó hacia Francia para presentar su tesis médica sobre la higiene, la medicina y la cirugía en Egipto, en la que criticó duramente el sistema de gestión sanitaria egipcio. En octubre de 1853, regresó a El Cairo y empezó a planear su expedición al Darfur. La muerte de Abbas I de Egipto le permitió volver a su puesto de médico jefe de la provincia de Asiut, a donde regresó a principios de 1855, pero en marzo de 1857 volvió a perder el puesto.
Cuny preparó una expedición a la región sudanesa de Kordofán. Salió de Asiut en noviembre de 1857 con su hijo Kamel, de once años, pasó por Tebas y Asuán. Entró en Nubia y comenzó a anotar en su diario sus rutas, distancias y numerosas observaciones sobre los habitantes, la fauna y la flora. Llegaron a Wadi Halfa en enero de 1858, luego a Kandjébar y continuaron en camello por el desierto hasta Hofir y Dongola. En marzo, llegaron a Al Ghabah, donde se preparó para la travesía del desierto comprando alimentos y reclutando camelleros y un guía.
Llegó a Kajmar, cerca de Jartum, a finales de marzo de 1858, y luego, siguiendo el Djebel Hamra, llegó a El Obeid, donde permaneció hasta mayo. Allí obtuvo información sobre posibles rutas hacia Darfur y envió por correo sus notas de viaje. Salió de El Obeid a finales de junio de 1858 para cruzar el desierto hacia Darfur, y probablemente llegó a la localidad sudanesa de El Fasher tres semanas después. Fue encontrado muerto allí cinco días después de su llegada, no se sabe si por enfermedad o porque fue asesinado. Su hijo Kamel fue hecho prisionero durante dos años antes de ser enviado de regreso a Egipto.
Escribió algunos artículos sobre Egipto, Libia y el Sudán que fueron publicados en los boletines de las sociedades geográficas francesas, pero el manuscrito con el relato de su viaje, llamado Mémoire sur le Darfour, quedó inacabado.